# Gebruiksmodel
Een gebruiksmodel is een geregistreerd intellectueel eigendomsrecht dat in sommige landen (niet in Nederland en België) kan worden verkregen ter bescherming van uitvindingen. Gebruiksmodellen zijn o.m. beschikbaar in Denemarken, Duitsland, Frankrijk, Finland, Griekenland, Ierland, Italië, Oostenrijk, Portugal en Spanje.
De werking van een gebruiksmodel is zeer gelijkaardig aan die van een octrooi. Hoewel de precieze eigenschappen variëren van land tot land, kan in het algemeen gesteld worden dat gebruiksmodellen doorgaans voor een beperkter gamma van uitvindingen beschikbaar zijn (bijvoorbeeld enkel voor inrichtingen en niet voor werkwijzen), een kortere levensduur hebben dan octrooien (bv. 10 jaar vs. 20 jaar), en aan minder strenge geldigheidsvereisten onderworpen zijn (door bijvoorbeeld bepaalde categorieën van anterioriteiten niet in aanmerking te nemen bij de beoordeling van de nieuwheid van het gebruiksmodel).